# 弗劳恩塞
弗劳恩塞（德語：Frauensee，發音：[ˈfʁaʊənˌzeː]）是德国图林根州瓦特堡县曾经的一个市镇，面积19.29平方千米，2016年12月31日人口为823人。2018年7月6日，弗劳恩塞与市镇苏尔河畔埃滕豪森和蒂芬奥特并入市镇巴特萨尔聪根。